# Mbipia
Genre
Mbipia est un genre de poissons de la famille des Cichlidae endémiques du lac Victoria.

## Systématique
Ce genre n'est pas reconnu par FishBase (1 Fev. 2016) qui place ces espèces dans le genre Haplochromis.

## Liste d'espèces
Selon BioLib (20 janvier 2021) :
- Mbipia lutea Seehausen & Bouton in Seehausen, Lippitsch, Bouton & Zwennes, 1998
- Mbipia mbipi Lippitsch & Bouton in Seehausen, Lippitsch, Bouton & Zwennes, 1998

## Publication originale
- Seehausen, Lippitsch, Bouton & Zwennes, 1998 : « Mbipi, the rock-dwelling cichlids of Lake Victoria: description of three new genera and fifteen new species (Teleostei) ». Ichthyological Exploration of Freshwaters, vol. 9, n. 2, p. 129-228.